# Presbytis siberu
O langur-de-siberut (Presbytis siberu) é uma espécie de primata da família Cercopithecidae. É endêmico da Ilha de Siberut, nas Ilhas Mentawai, Indonésia. Anteriormente, era considerado uma subespécie do langur-das-mentawai (Presbytis potenziani), mas foi elevado ao status de espécie separada com base em estudos genéticos.
O langur-de-siberut é criticamente ameaçado devido à perda de habitat e à caça. Seus habitats naturais são florestas tropicais secas ou subtropicais.

## Distribuição e habitat
O langur-de-siberut é restrito à Ilha de Siberut, a maior das Ilhas Mentawai, na Indonésia. Habita florestas primárias e secundárias.

## Comportamento e dieta
Como outros langures, o langur-de-siberut é principalmente folívoro, alimentando-se de folhas, mas também consome frutas e sementes. Vive em grupos sociais, que podem ser de um único macho com várias fêmeas ou de múltiplos machos e fêmeas.

## Conservação
O langur-de-siberut está classificado como Criticamente em Perigo na Lista Vermelha da IUCN. As principais ameaças à espécie incluem a desflorestação para agricultura e extração de madeira, e a caça por populações locais para alimentação. A criação de áreas protegidas e programas de conscientização são cruciais para a sua sobrevivência.